# Cubébol
Le cubébol est un alcool sesquiterpénoïde naturel au goût frais identifié dans l'huile essentielle de la baie du cubèbe (Piper cubeba), une épice originaire d'Inde.

## Origine
Le cubébol est présent dans diverses huiles essentielles comme celle de cèdre (0,1 %), de cubèbe (15–40 %) et de Mikania cordata (0,2 %).

## Goût frais
Le goût frais du cubébol, comme le menthol, a été découvert par Firmenich en 2000. Cependant le cubébol développe une sensation de froid plus tardive (après une à deux minutes) et qui dure plus longtemps en bouche (30 minutes) que le menthol et ses dérivés (de 10 à 15 minutes).

## Utilisation
Le cubébol est considéré comme sans danger et possède le statut GRAS. Il porte le numéro FEMA (en) 4497. Le cubébol ne possède pas d'odeur et de saveur ce qui le rend particulièrement intéressant pour les applications alimentaires. Firmenich a breveté en 2000 le cubébol comme agent rafraîchissant sous forme d'arôme pour les applications alimentaires telles que les chewing-gums, les sorbets, les boissons, les dentifrices et les produits de confiserie.

## Obtention
Le cubébol est obtenu à partir de l'huile essentielle de cubèbe par distillation fractionnée. Une qualité supérieure est obtenue par cristallisation dans l'acétone à −20 °C.